# カルロス・マルティン・ドミンゲス
カルロス・マルティン・ドミンゲス（Carlos Martín Domínguez、2002年4月22日 - ）は、スペイン・マドリード出身のサッカー選手。CDミランデス所属。ポジションはFW。

## クラブ経歴
スペインの首都マドリードに生まれ、2008年に当時6歳でアトレティコ・マドリードのカンテラに加入した。
2021-22シーズン開幕前にBチームへと昇格すると、プレシーズンはトップチームに帯同した。10月31日のラ・リーガ、レアル・ベティス戦にて初めてトップチーム招集を受けると、2021年11月20日、CAオサスナ戦にて、後半85分にシメ・ヴルサリコとの交代でトップチームデビューを果たした。2022年4月1日、クラブとの契約を2026年6月まで延長した。
2023年8月4日、セグンダ・ディビシオンに所属していたCDミランデスへ2023-24シーズンはレンタル移籍されることが決定した。